# Erinaceus
Erinaceus är ett släkte i underfamiljen igelkottar. I släktet finns fyra arter som förekommer i Europa och Asien. Ingen art är hotade i beståndet och alla listas av IUCN som livskraftig (LC).

## Utseende
Dessa djur når en kroppslängd (huvud och bål) mellan 14 och 30 centimeter och en vikt mellan 400 och 1100 gram. Därtill kommer en 1 till 5 centimeter lång svans. Kroppens ovansida är täckt med taggar och på buken, i ansiktet och på extremiteterna finns en gulbrun päls. Taggarnas färg kan variera mellan brun med gula spetsar och svart. Erinaceus skiljer sig främst i detaljer av skallens konstruktion från andra igelkottar.

## Arter och utbredning
I släktet finns enligt Wilson & Reeder (2005) samt IUCN fyra arter.
- Igelkott (Erinaceus europaeus), förekommer i Europa inklusive södra Skandinavien och fram till västra Ryssland.
- Östlig igelkott (Erinaceus concolor), finns från östra Turkiet till västra Asien (Kaspiska havet).
- Erinaceus amurensis, lever i Kina och angränsande regioner.
- Erinaceus roumanicus, hittas mellan Centraleuropa och östra Sibirien.

## Ekologi
Arterna vistas i skogar, buskskogar, gräsmarker och urbaniserade områden som jordbruksmark, trädgårdar och stadsparker. De undviker vanligen barrskogar. Individerna är aktiva på natten och vilar på dagen gömd i buskar, under ett lövtäcke, i bergssprickor eller i andra håligheter. Allmänt håller bara den vanliga igelkotten (Erinaceus europaeus) vinterdvala.
När individerna känner sig hotade rullar de ihop sig till en boll med endast taggar på utsidan. Erinaceus äter främst ryggradslösa djur som daggmaskar. Födan kompletteras med små ryggradsdjur som grodor, ödlor, fåglar och gnagare.
Hannar och honor lever utanför parningstiden ensamma. Hannarnas revir är tre gånger större än honornas revir och territorier av olika kön kan överlappas. Fortplantningssättet är främst känt för den vanliga igelkotten. Honor kan ha två kullar per år med upp till sju ungar per kull. Livslängden för denna art går upp till sju år.